# 萧友明
萧友明（1916年4月—2013年1月31日），曾用名谢华生，男，湖南攸县人，中国人民解放军少将。

## 生平
早年参加中国工农红军。抗日战争时期，任359旅719团政治处主任、特务团政委等职。二次国共内战时期，任西北野战军二纵独六旅十七团政委，第一野战军二军六师政治部主任。1955年10月后，任防空军第一师政委，空军高炮109师政委，武汉军区空军政治部副主任、主任。1964年8月后，任第三机械工业部政治部主任，授少将军衔。1978年4月后，任三机部副部长。